# Processus orbitaire de l'os palatin
Le processus orbitaire de l'os palatin (ou apophyse orbitaire du palatin) est un processus osseux en forme de pyramide triangulaire situé à la partie antérieure du bord supérieur de la lame verticale de l'os palatin.
Il est séparé du processus sphénoïdal de l'os palatin par l'incisure sphéno-palatine (ou échancrure sphéno-palatine ou palatine). 
Parfois les deux processus sont unis au-dessus de l'échancrure formant ainsi un ou plusieurs foramens.
Il présente cinq facettes :
- une facette inférieure ou palatine qui s'articule avec l'os maxillaire ;
- une facette antéro-supérieure ou ethmoïdale qui s'articule avec le labyrinthe de l'os ethmoïde ;
- une facette postéro-supérieure ou sphénoïdale présentant l'ouverture de la cellule aérienne communiquant avec le sinus sphénoïdal et qui s'articule avec la conque sphénoïdale ;
- une facette supéro-latérale ou orbitaire qui forme la partie arrière du plancher de l'orbite ;
- une facette inféro-latérale ou ptérygo-maxillaire formant la partie supérieure de la paroi antérieure de la fosse infratemporale.

## Galerie

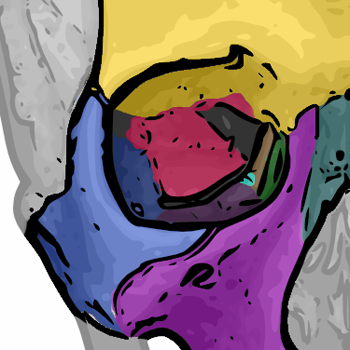
Les sept os formant l'orbite.
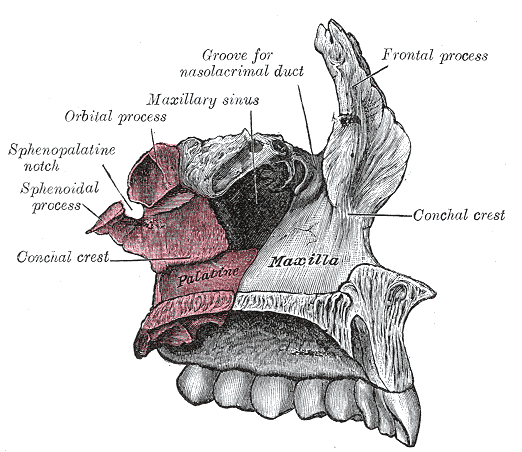
Articulation de l'os palatin gauche avec le maxillaire.
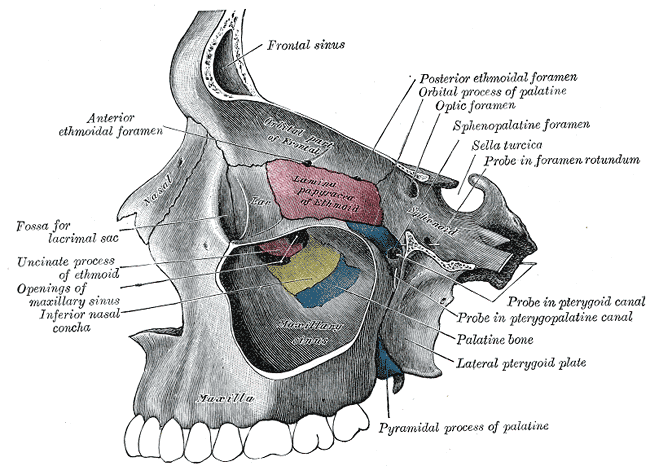
Paroi médiale de l'orbite gauche.